# توماس إل. أوينز
توماس إل. أوينز (بالإنجليزية: Thomas L. Owens)‏ هو محامي وسياسي أمريكي، ولد في 21 ديسمبر 1897 في شيكاغو في الولايات المتحدة، وتوفي في 7 يونيو 1948 في بيثيسدا في الولايات المتحدة. نشط حزبياً في الحزب الجمهوري. وقد انتخب عضو مجلس النواب الأمريكي.